# Luis de Lacy y Gautier
Luis de Lacy y Gautier (San Roque, Cadis (Espanya), 11 de gener de 1772 - Palma, 5 de juliol de 1817) va ser un militar espanyol.

## Biografia
Fill de Patrick de Lacy Gould, militar espanyol d'origen irlandès, i comandant d'un dels regiments que bloquejaven per terra la plaça de Gibraltar. La família de sa mare era d'origen francès encara que al servei de l'exèrcit espanyol.
El 1785 es va allistar al regiment de la guàrdia valona on també servien dos oncles seus, Juan i Francisco Gautier, i va participar en una expedició a Puerto Rico. Ingressa en la milícia amb només tretze anys. A causa del seu valor i intrepidesa en les batalles, el 29 d'octubre de 1786, amb tan sols 14 anys, va ser nomenat oficial. El 1794, ja amb el grau de capità, participa en la campanya del Rosselló en el marc de la Guerra Gran, on roman fins a la signatura de la Pau de Basilea. A final de 1798 és destinat a les Canàries. Enfrontat amb els seus caps és desterrat a l'illa de Hierro i sotmès a consell de guerra, en el qual és condemnat a un any de presó i a ser expulsat de l'exèrcit.
El 1803 s'allista a la Legió Irlandesa de l'Exèrcit francès i participa en la campanya d'Alemanya. Es casa amb una jove francesa, Emília Dugueurmeur. El 1807 és nomenat cap de batalló i rep l'ordre de traslladar-se a Espanya. Lacy sol·licita canviar la destinació, ja que no desitja lluitar en contra del seu país, però la seva sol·licitud no és atesa i és traslladat a Madrid. Quan hi arriba, es produeix la sublevació del 2 de maig de 1808, fets que el porten a desertar de l'Exèrcit francès i a sol·licitar el reingrés a l'Exèrcit espanyol, on és admès amb el grau de capità.

## LaGuerra del Francès

### Primers combats contra l'exèrcit napoleònic (1808-1809)
El 24 de setembre de 1808 és nomenat tinent coronel i se li dona el comandament del Batalló Lleuger de Ledesma amb el qual participa en l'acció de Bubierca del 23 de novembre. El 24 de gener de 1809 és ascendit al grau de Coronel i el 3 de juliol al de Brigadier i és nomenat Subinspector d'Infanteria, Cap de l'Estat Major i Comandant General de l'Illa de León. El 10 de novembre de 1809, com a comandant la 1a Divisió de l'exèrcit del general Juan Carlos de Aréizaga, participa en la batalla d'Ocaña i es converteix en un dels herois d'aquesta.

### Andalusia(1810)
El 16 de març de 1810, a l'edat de 38 anys, és ascendit al grau de Mariscal de Camp. A l'estiu d'aquell any la Regència va adoptar el sistema d'enviar per mar expedicions a les comarques costaneres per tal de fomentar la insurrecció. La primera d'aquestes expedicions es du a terme comandada per Lacy, que al front d'una columna de 3.000 soldats embarca cap a Algesires. Des d'allà marxa cap a Ronda on tracta de prendre la ciutat i fortificar un seguit de punts de la Serrania però l'exèrcit francès hi envia reforços que li impedeixen dur a terme els seus propòsits i l'obliguen a refugiar-se a Casares. Des d'allà ataca la zona de Marbella fins que un nombrós contingent de tropes enemigues l'obliga a tornar a Cadis, on arriba el 22 de juliol.
El 23 d'agost d'aquell mateix any torna a embarcar-se al front d'un contingent de 3.000 homes amb l'objectiu de mantenir ocupades tropes franceses a fi d'evitar que aquestes puguin anar a Portugal a reforçar l'exèrcit de Masséna.

### Catalunya (1811-1812)
El juny de 1811 és nomenat Capità General de Catalunya en substitució del marquès de Campoverde després que aquest hagués perdut a mans dels francesos la ciutat de Tarragona, i pren possessió del càrrec el 9 de juliol a Vic. Situa les seves tropes a Solsona i decideix fonamentar la defensa del Principat en l'eix la Seu d'Urgell – Solsona – Cardona, i munta un camp de reclutament i d'instrucció a Busa. Lacy refà l'exèrcit de Catalunya, davant l'astorament dels imperials, que el creien ja desaparegut. Manté la tàctica de la guerra fabiana, defuig sempre les topades frontals, però, fustiga l'enemic amb constants incursions que li tallen el subministrament i les comunicacions.

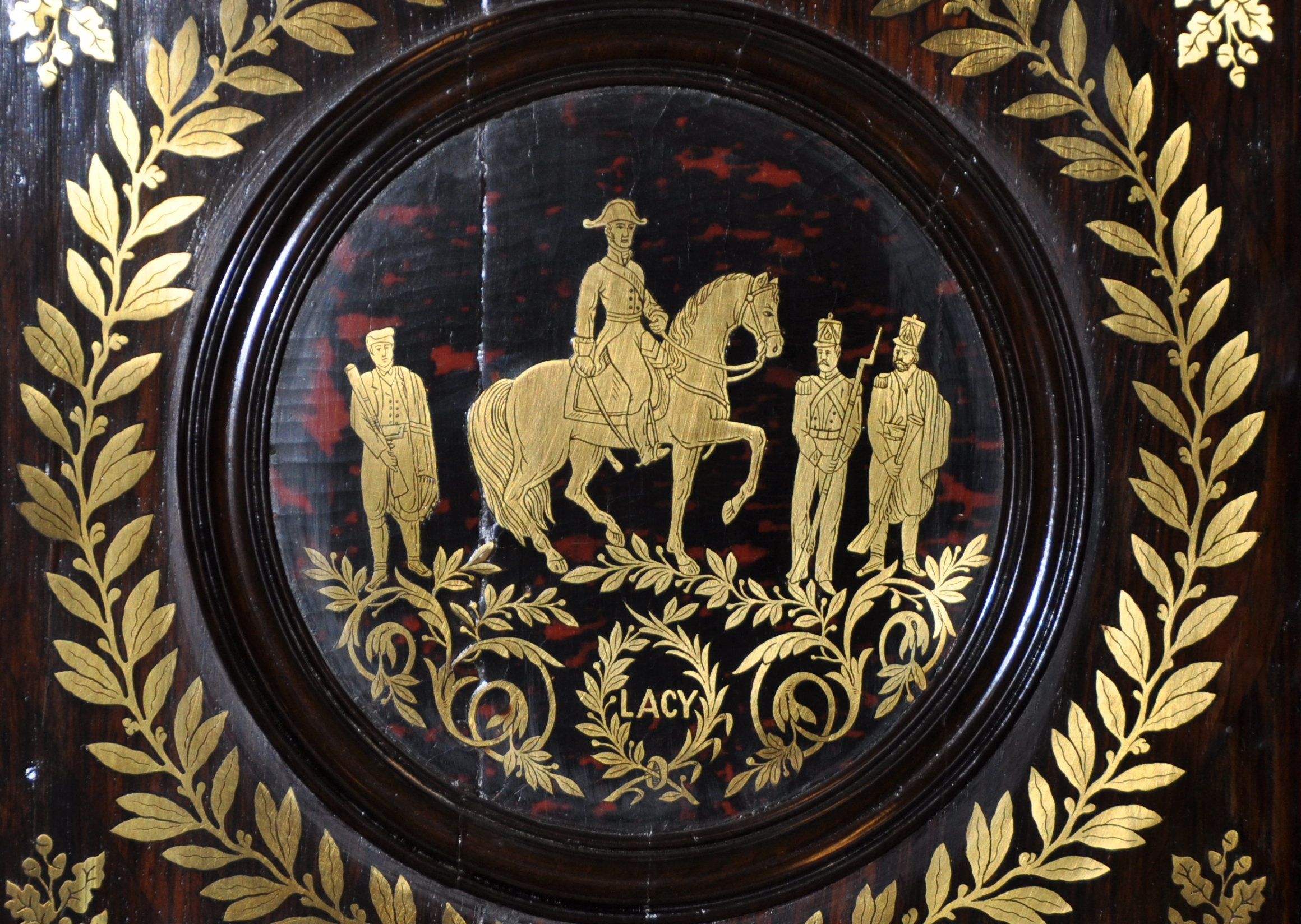
Luis de Lacy y Gautier Detall de la decoració d'un moble commemoratiu de la Guerra del Francès obra de J.A. Cabanyeres (1866) Museu d'Història de Barcelona MUHBA

El mes de juliol trenca la línia defensiva Barcelona-Lleida que tenia muntada l'exèrcit francès i al mes següent ataca l'Alta Cerdanya per la vall de Querol. Ja dins de territori francès, rebutja la força amb què els francesos tracten de detenir-lo, incendia diversos pobles com a represàlia als llocs que havia incendiat l'exèrcit francès i s'endinsa per l'Arieja fins a la població d'Acs, on imposa tributs. Aquesta breu campanya en sòl francès va tenir una gran repercussió a tot Europa.
El 29 d'agost pren als francesos les Illes Medes i el 4 d'octubre ataca Igualada, causant 200 baixes a l'exèrcit francès i obligant-lo a refugiar-se dins d'un convent i a finals d'any ataca i venç la tropa francesa que havia custodiat un comboi d'aprovisionament a Barcelona. El 29 de setembre de 1811, la Junta Superior del Principat reclama per a Lacy el càrrec de capità general de Catalunya en propietat i el 18 de desembre l'ascens a tinent general. El desembre de 1811, Lacy ordena la incorporació a l'exèrcit de tots els guerrillers sense excepció. Amb aquesta mesura, la guerrilla desapareix del Principat, però, a la pràctica és l'exèrcit qui s'ha acoblat a la tàctica guerrillera. La guerra s'estanca, cap dels dos exèrcits pot obtenir un avantatge significatiu sobre l'altre. Els imperials proven de destruir el Primer Exèrcit fent incursions a l'interior i el bàndol patriota pressiona la rereguarda francesa a l'Empordà i el Tarragonès mentre l'exèrcit napoleònic és en campanya. L'exèrcit francès està mancat d'homes i el patriota, d'organització i destresa.
A començament de 1812 pren Reus però ha de sortir-ne precipitadament per acudir a la defensa de Vic que és atacat per l'exèrcit francès des d'Olot. En lloc de marxar per la plana i exposar-se a un combat amb desavantatge, opta per passar per Collsuspina i Moià. Assabentat que la columna enemiga es dirigia cap a Sant Feliu de Codines, es dirigeix cap aquesta localitat i s'enfronta al francès en un sagnant combat i el força a retirar-se.
El 1812, Lacy comença la guerra bruta: a mitjan febrer, la policia napoleònica descobreix un complot per emmetzinar amb arsènic les farines destinades a l'exèrcit francès de l'Alta Catalunya a Figueres.
Un decret de la Regència de data 17 d'abril el confirma en el comandament de l'exèrcit de Catalunya. El 3 de maig, amb tot l'exèrcit que ha aconseguit aplegar, marxa sobre Mataró amb la intenció de prendre-la però malgrat el suport artiller que li proporciona l'esquadra britànica, no assoleix aquell objectiu. Els seus esforços van fracassar davant de l'arribada de la divisió del general Lamarque des de Torroella i de les tropes del general Decaen des de Lleida. Davant del temor de quedar copat, Lacy es va afanyar a embarcar l'artilleria i es va retirar cap a Llinars del Vallès.
El 16 de juliol, a mitjanit, un sabotatge fa explotar l'immens polvorí de Lleida, ferint o matant vuitanta francesos i dos-cents veïns de la ciutat. El 22 de juliol, els conspiradors aconsegueixen introduir àcid arseniós en el pa de munició destinat a la guarnició imperial de la Ciutadella de Barcelona, bona part de la qual en pateix les conseqüències en forma de vòmits dolorosos, encara que se salva de la mort. Es fan temptatives per emmetzinar l'aiguardent de Tarragona, el vi del castell de Llinars i l'aigua del forts d'Hostalric i Mataró.
L'agost de 1812 l'exèrcit patriota té més divuit mil efectius agrupats en onze regiments, sis batallons de tropes lleugeres i un petit cos de cavalleria. Mentre, l'exèrcit imperial ha començat la Campanya de Rússia i es queda sense les seves millors unitats. Durant la resta de 1812 continua amb operacions militars i per assegurar-se el suport dels catalans al mes de juliol ordena que s'acabi amb el requisament de cavalleries i que es comprin les necessàries tot pagant-les al comptat i d'acord amb els preus usuals.
Tot i això, les relaciona de Lacy amb la Junta del Principat són cada cop més tenses i aquesta acaba acusant Lacy de manca d'activitat davant la Regència. Però, hi ha altres motius de discòrdia: la ideologia liberal de Lacy, que contrasta amb el to més conservador dels polítics catalans i, sobretot, els mètodes que fa servir: enverinaments, complots, execucions de presoners, atemptats i sabotatges. Els mètodes de guerra bruta no agraden a la Junta, tant pel seu caràcter immoral, perquè, com s'ha vist a la voladura del polvorí de Lleida, no tenen en compte a la gent del país.
La Junta Superior endega una campanya a Cadis contra ell, secundada pels diputats catalans i els anglesos. La Regència acaba destituint la Junta i traslladant Lacy a Galícia amb el nomenament de Capità General d'aquella regió militar on continua combatent fins a la fi de la guerra sota les ordres directes de lord Wellington. Amb el retorn de Ferran VII, Lacy sol·licita el trasllat a València i fixa la seva residència a Vinaròs.

## El pronunciament i l'afusellament (1817)
El gener de 1813 va ser nomenat per la Tercera Junta de Regència, Capità General del Regne de Galícia. Allà va ingressar en la Lògia maçònica, “Lògia Constitucional de la Reunió Espanyola”.
El novembre de 1816 es trasllada a Catalunya i es posa en contacte amb el general Francesc Milans del Bosch, antic subordinat seu, i preparen una revolta liberal, de caràcter militar i alhora civil, amb l'objecte de reinstaurar la Constitució de 1812. Aquesta revolta, coneguda com el Pronunciament de Lacy, s'inicia el 5 d'abril, dirigida per Lacy des de Caldes d'Estrac. La intenció és marxar sobre Barcelona amb les tropes aquarterades al Maresme però una delació, la manca de decisió dels conjurats i un préstec de darrera hora de l'aleshores bisbe de Barcelona, Pau de Sitjar i Ruata al Capità General de Catalunya, el general Castaños (l'heroi de la batalla de Bailén) amb el qual aquest va poder pagar els sous endarrerits que es devien a la tropa, fan fracassar la sublevació.
Lacy intenta fugir embarcant a Blanes però és detingut, jutjat i condemnat a mort. La protesta popular barcelonina dirigida pels gremis de la ciutat i la por d'una revolta popular, aconsellen Castaños d'embarcar Lacy cap a Mallorca, fent creure que seria indultat en arribar a l'illa. La realitat, però, és que és afusellat als fossars del castell de Bellver de Palma el 5 de juliol de 1817.
Tres anys més tard allò que havia intentat Lacy s'aconsegueix amb el pronunciamient de Riego. Restaurada la Constitució, una Reial Ordre de 25 de març de 1820 disposa que, ... li siguin restituïts tots els seus honors i s'ordeni col·locar el seu nom al Saló de les Corts en tant que mort al patíbul per la Constitució.

## Enterrament
Sebollit primerament al mateix castell, l'1 de gener de 1820, una junta presidida pel baró de Horst va fer portar les restes de Lacy a Barcelona, fent-hi un funeral a Santa Maria del Mar. Les restes foren dipositades a la capella de la Ciutadella. En caure el govern liberal, el nou governador militar, el Comte d'Espanya, ordenà llençar-ne les restes a un femer de l'horta de la casa parroquial; el rector, Francesc Moya, els recollí d'amagat i els enterrà al peu del mur de la capella, plantant-hi un llorer per tal de recordar el lloc.
La publicació en 1869 d'un article d'Adolf Blanch, a qui el rector havia explicat el fet, va fer que en 1881 tingués lloc una campanya en La vanguardia que portà a l'exhumació de les restes, que foren dipositades en casa del notari Maspons, a l'espera de la resposta de la família Lacy, a la que es va demanar què en volien fer. En no arribar resposta, el 1903 la família Maspons va requerir el governador civil per trobar una solució, i les restes foren portades a un nínxol (Columbari B. 819, classe 6a, Sant Francesc) del cementiri de Montjuïc.
Finalment, quan als anys quaranta del segle xx, es va construir un Panteó Militar al cementiri de Sant Andreu, les restes de Lacy van traslladar-s'hi, i actualment hi són en un nínxol.